# Olszyniec (województwo lubuskie)
Olszyniec (niem. Wellersdorf) – wieś w Polsce położona w województwie lubuskim, w powiecie żarskim, w gminie Żary.
W latach 1975–1998 miejscowość położona była w województwie zielonogórskim.

## Zabytki
Do wojewódzkiego rejestru zabytków wpisany jest:
- zameczek, nr 32, z XVI wieku.